# 28692 Chanleysmall
28692 Chanleysmall è un asteroide della fascia principale. Scoperto nel 2000, presenta un'orbita caratterizzata da un semiasse maggiore pari a 2,9040524 UA e da un'eccentricità di 0,0616198, inclinata di 2,23739° rispetto all'eclittica.